# BAE Batterien
BAE電池（德語：BAE Batterien GmbH），原名蓄能器工廠股份公司（德語：Akkumulatorfabrik-Aktiengesellschaft）是德國1899年成立的汽車及工業應用鉛酸電池生產商。 
該公司在全球範圍內銷售其電池，用於光伏、電信系統、電力公司、鐵路、不間斷電源（UPS）、堆高機、工業卡車、軌道車輛、ETC。

## 歷史

### 二戰前
19世紀末，柏林郊區湧現許多工業公司。其中1895年，AEG創辦人Emil Rathenau開始工業化Berlin-Oberschöneweide濕草地。1899年電力企業公司建造了蓄電池廠第一個廠房，生產便攜式蓄電池和電池。
1904年，銷售公司VARTA成立（V銷售，A充電，R維修，t可攜式A蓄電池）。

### 兩德統一
德國統一導致所有權形式發生變化，改為有限責任公司。
1993年，東柏林公司董事和業內人士進行的管理層收購使該公司免於倒閉。
2005年，荷蘭經濟學專家Jan IJspeert被選為接手者。從2007年起，他擔任CEO。
2021年4月12日，宣布將於5月1日接管破產電池蓄電池製造商MOLL GmbH & Co. KG。

## 產品
電池（蓄電池）用途廣泛。這包括：
- 光伏陣列
- 能源供應系統
- 不间断电源
- 工業輸送機（德语：Flurfördergerät）
- 軌道車輛

除了動力電池外，IJspeert 還將主要產品視為低維護和免維護固定電池，以滿足電腦和太陽能產業不斷增長的需求。這些產品提供給德國和其他國家的合作夥伴，以實現偏遠地區和伺服器系統營運商的電氣化。

## 外部連結
- BAE Batterien （页面存档备份，存于）
- BAE Batteries USA （页面存档备份，存于）
- Accumulatoren-Werke Oberspree AG. （页面存档备份，存于） In: VDE Geschichte der Elektrotechnik, 25. Februar 2020.
- PDF zur BAE Batterien GmbH in Oberschöneweide （页面存档备份，存于） vom Berliner Zentrum Industriekultur.
- Eintrag beim Berliner Zentrum Industriekultur （页面存档备份，存于）

52°27′27″N 13°31′42″E / 52.45750°N 13.52833°E